# La Fille à la fleur
La Fille à la fleur est une célèbre photographie en noir et blanc de Marc Riboud réalisée le 21 octobre 1967 à Washington lors d'une importante manifestation contre la guerre du Viêt Nam aux États-Unis.

## Présentation et contexte

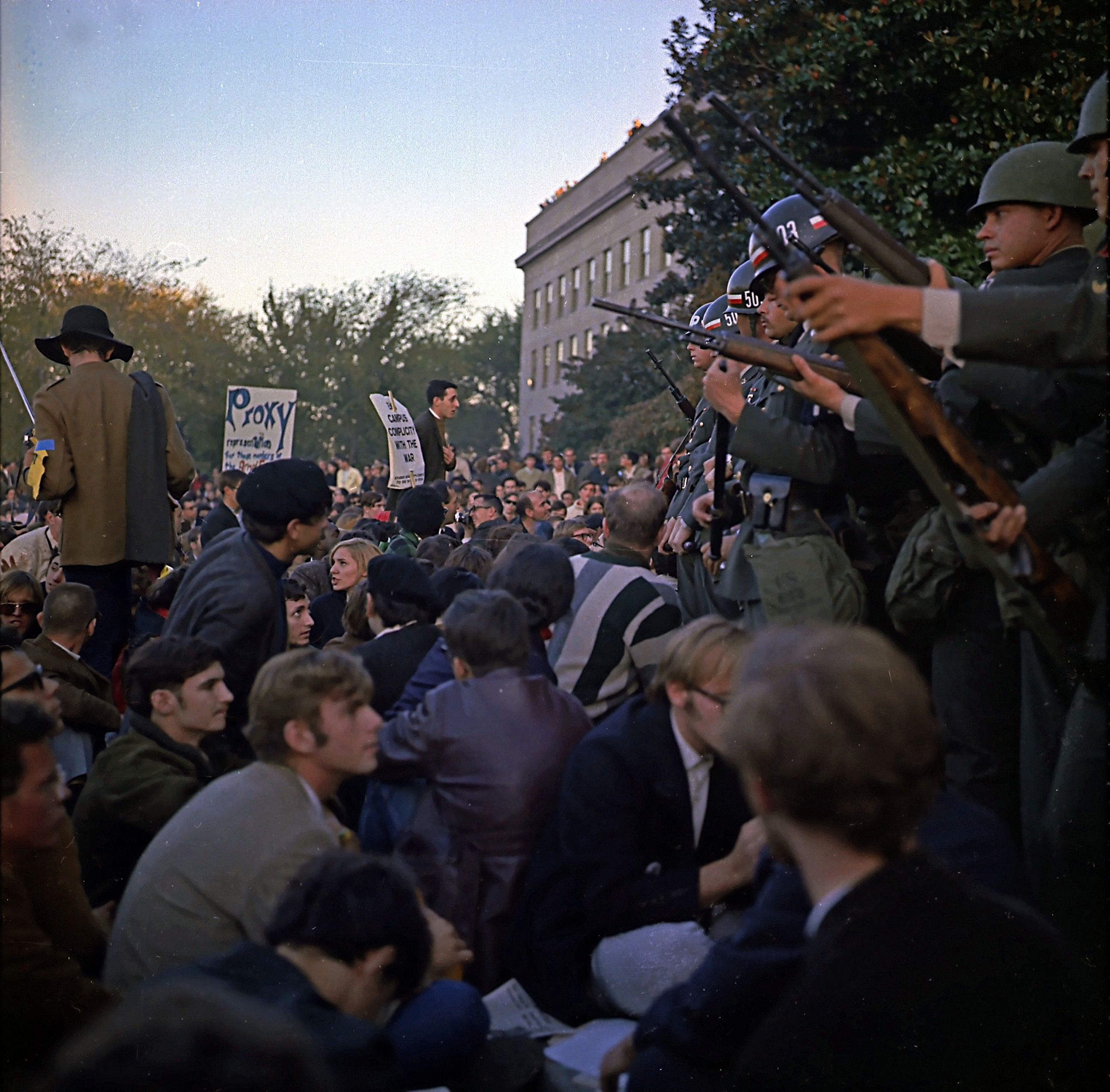
Manifestants devant le Pentagone, le 21 octobre 1967.

Face aux baïonnettes des soldats, une fleur à la main, Jan Rose Kasmir, 17 ans, enfonça une fleur dans une des armes des soldats, la lycéenne américaine photographiée ce jour-là par Marc Riboud, est vite devenue un symbole de non-violence.
La foule de manifestants était composée de membres de la classe moyenne, de prêtres, de hippies et d'activistes afro-américains. Un concert de Phil Ochs eut lieu ainsi que des discours pacifistes. Parmi les manifestants les plus célèbres figuraient Norman Mailer, Robert Lowell, Dwight Macdonald, Noam Chomsky ou encore Paul Goodman. Le cortège conduit les participants depuis le Lincoln Memorial vers le Pentagone. Certains tentèrent d'entrer dans le bâtiments, mais ils furent empêchés par les gardes. Les protestataires finirent par se disperser.
Marc Riboud, qui couvrait l'événement pour l'Agence Magnum, a réalisé de nombreux clichés pendant la manifestation. La Fille à la fleur, le dernier cliché avant la fin de la pellicule, a été choisie parmi plusieurs photographies de la même scène. Proposant le plan le plus rapproché, cette photographie concentre l'attention sur la jeune fille et ne permet pas de percevoir l'ensemble de la scène, notamment les autres manifestants, pourtant très nombreux ce jour-là dans la capitale américaine : ils sont 100 000 à se réunir autour du bassin du Lincoln Memorial, puis près de 50 000 à marcher sur le Pentagone. Cela a sans doute contribué à donner à cette photographie son caractère intemporel et symbolique.
Les années 1960 sont marqués par plusieurs courants culturels comme le mouvement hippie et son slogan du flower power, représenté par la jeune fille. Les hippies remettent en question les normes sociales conventionnelles de l'époque, y compris l'autorité du gouvernement et les valeurs traditionnelles. Ils prônent un mode de vie simple, le retour à la nature et rejettent la consommation de masse. Les hippies s'engagent politiquement à gauche et sont pacifistes.

## Description

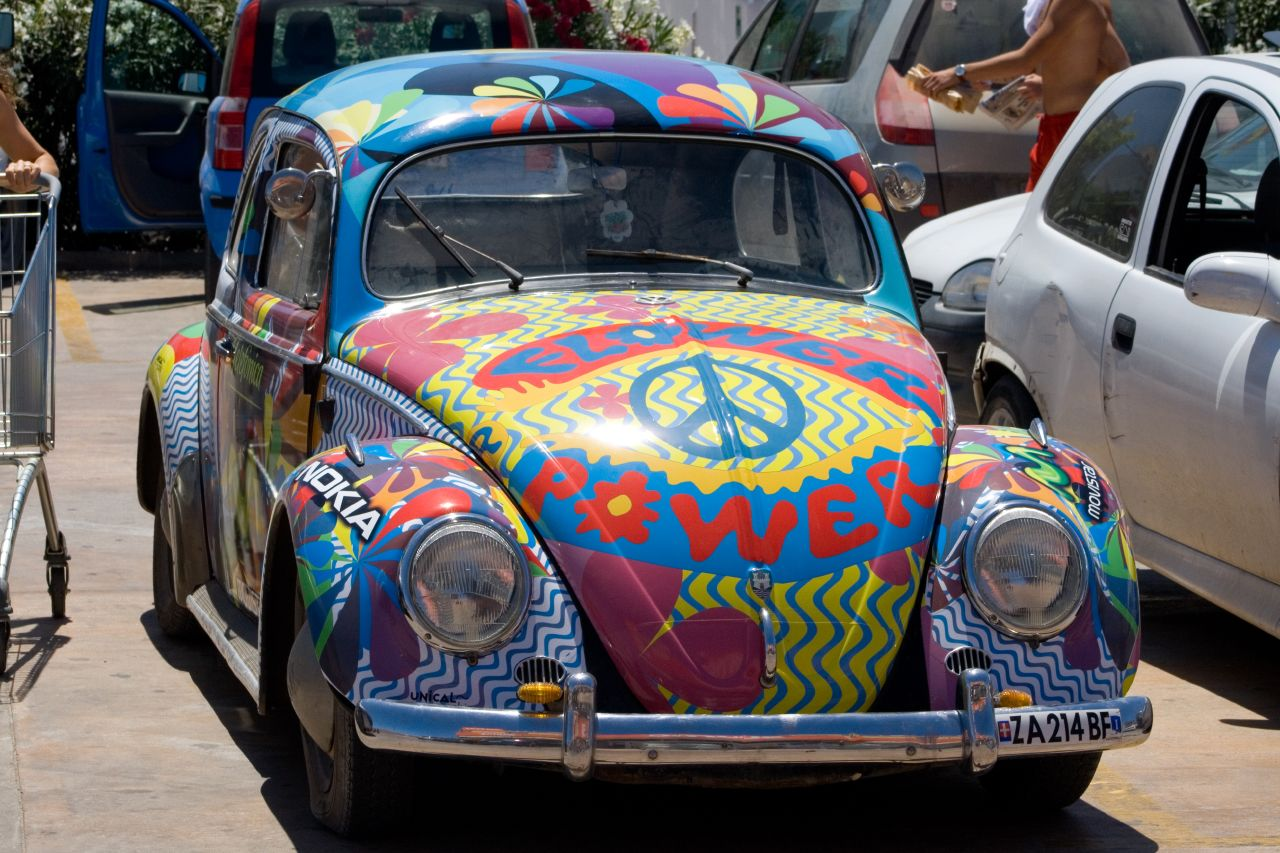
Une « coccinelle » Flower Power avec le logo Peace and love.

L'image est de format horizontal et de plan rapproché. Le cadrage est serré et le photographe se tenait près des manifestants et des soldats. Il s'agit d'une vue frontale, le photographe est à la même hauteur que les personnages. La photographie est prise en extérieur par Marc Riboud près du Pentagone, le ministère de la Défense à Washington DC. La lumière est naturelle, déclinante, car le cliché a été pris à la tombée du jour. Le photographe a pris plusieurs clichés sur le vif, et a sélectionné celui-ci parmi ceux de sa planche-contact. La composition est claire et maîtrisée : les forces de l'ordre sont à gauche et la lycéenne seule, à droite ; l'arrière-plan est flou, la mise au point ayant été faite sur les personnages du premier plan. Ce flou rappelle celui de photographies iconiques comme Le soldat tombant de Robert Capa.  
Le photographe a choisi de publier son cliché en noir et blanc, ce qui est un parti pris esthétique. L'arrière-plan est flou, ce qui permet de rendre une certaine profondeur, une certaine perspective.
Sa chemise bariolée à fleurs évoque la mode du Flower Power des années 1960. Sa coupe de cheveux, très courte, manifeste son anticonformisme.
A gauche, les jeunes soldats sont alignés, protégés par un casque, en uniforme. Ils pointent leurs fusils à baïonnette vers les manifestants situés hors-champ. Ils semblent sur la défensive, prêts à charger. Les soldats sont flous, occupent une grande partie de l'arrière-plan et sortent du cadre ; on ne distingue pas clairement leur visage, ils sont anonymes.
La lycéenne à droite tient un chrysanthème, une fleur qui symbolise le deuil et fait ainsi référence aux soldats américains et aux Vietnamiens qui sont morts. En Extrême-Orient, le chrysanthème est un symbole d'immortalité.
La photographie joue sur plusieurs oppositions : 
- le masculin / le féminin
- les armes / les fleurs
- la force / la fragilité[6]
- les lignes droites (armes) / les lignes courbes

## Une photographie engagée
La photographie est célèbre et efficace ; elle prend parti pour les manifestants pacifistes. Ainsi le cadrage serré permet de créer de l'émotion et instaure une proximité entre le spectateur et les acteurs de l'événement. Le cadrage serré et la composition donnent toute son intensité au moment. Le noir et blanc font du cliché une œuvre intemporelle. Le flou de l’arrière-plan crée une impression de temps suspendu. La jeune fille est mise en valeur par l'opposition gauche-droite et par le flou dans lequel sont plongés les soldats. Marc Riboud met en avant les valeurs de l'humanisme face à la violence, le courage de la jeune fille face à la force armée des soldats. La fille à la fleur est l'un des symboles de l'opposition américaine à la guerre du Vietnam et du mouvement pacifiste des années 1960,.  
La photographie a été présentée le 30 décembre 1969 dans le numéro spécial du magazine Look sous le titre The Ultimate Confrontation: The Flower and the Bayonet. Une épreuve gélatino-argentique de 50,2 cm sur 60 cm est conservée au centre Pompidou à Paris : elle fut présentée au public lors de l'exposition au Centre National de la Photographie en 1989. 
Jan Rose Kasmir n'a connu la photographie prise par Marc Riboud que dans les années 1980 : son père lui a montré le cliché dans un magazine acheté en Écosse. L'Américaine a continué de s'engager contre la guerre : ainsi, à Londres en 2004, elle participe à une manifestation contre la guerre en Irak. En janvier 2017, Jan Rose Kasmir rejoint la marche des femmes à Washington, D.C.

### Contenu audiovisuel
- « Pictures for peace - La paix au bout de l'objectif » (série documentaire), Arte.tv, 18 juin 2015.